# Boo (filme)
Boo (Brasil: Hospital Maldito ) é um filme de terror norte-americano dirigido por Anthony C. Ferrante e lançado em 2005.